# Ким Пять-с-плюсом: Подумаешь, трагедия
«Ким Пять-с-плюсом: Подумаешь трагедия» (англ. Kim Possible: So the Drama; первоначальный перевод Ким Пять-с-плюсом: Такая драма) является вторым полнометражным мультипликационным фильмом о приключениях девочки-подростка, Ким Пять-с-плюсом. Этот фильм включает в себя сочетание традиционной анимации и компьютерной графики. Премьера фильма состоялась 8 апреля 2005 года на канале Disney. Этот фильм был показан перед последними эпизодами третьего сезона сериала в качестве 58, 59 и 60 серий. Фильм был изначально задуман как финал сериала, но канал Disney в конечном счёте показал последние серии третьего сезона и запустил четвёртый.

## Сюжет
Шиго с группой ниндзя нападает на парад игрушек знаменитого дизайнера Накасуми. К счастью Ким и Рон ожидали нападение и смогли остановить их. Хоть Шиго и не смогла взять в плен самого Накасуми в клешнях её самолёта остался его пиджак. Уже в злодейском логове Доктор Драккен находит в добытом пиджаке наброски новой не выпущенной игрушки от Накасуми.
В это время Ким страдает от отсутствия бойфренда, а Рон от отмены скидки в его любимом тако-ресторане «Буэнос-Начос». Их переживания прерывает Уэйд, который сообщает, что Драккен замечен в баре «Бермудский треугольник». Там Драккен покупает информацию, о том что передовые разработки в области кибертроники ведёт доктор Джеймс Пять-с-плюсом.
На следующий день в школе появляется новый ученик по имени Эрик. Поначалу Рон пробует сдружиться с ним, до того момента как Эрик увидел Ким. Между ними сразу возникает взаимная симпатия, и Рон понимает, что становится третьим лишним. Вечером Эрик уже в гостях семьи Пять-с-плюсом, на семейный ужин не пришёл только отец Ким, Джеймс Пять-с-плюсом, его похитил Драккен прямо с рабочего места. Узнав об этом Ким берёт Рона и отправляется в злодейское логово спасать отца. Спасённый Джеймс не может вспомнить момент похищения и даже не предполагает зачем его вообще могли похитить.
В любимом тако-ресторане Рона продолжаются реформы — вводят детское меню и раздают игрушки. Все эти перемены вгоняют его в депрессию. Но после того, как в ресторане перестали подавать сгибающиеся соломинки, Рон звонит директору сети ресторанов и по голосу узнаёт, что за всем этим стоит Драккен. Оказывается, что новые игрушки — это злые роботы, а украденный дизайн позволил распространить их по всему миру. Драккен активирует роботов Миддлтона, чтобы уничтожить Ким прежде чем захватить мир. Пока Ким разбиралась с роботами, Шиго похитила Эрика. Поэтому, остановив захват города, Ким и Рон отправляются в штаб «Буэнос-Начос». Но спасённый Эрик оказывается синтодроном, и вырубает Ким электрошоком, во время объятий.
Только благодаря Руфусу, Ким и Рон освобождаются и в последний момент спасают мир.

## Критика
- Дэвид Нусейр от Reel Film Review оценил фильм на 2,5 из 4 и говорит, что сюжет был тонким, и дети будут наслаждаться им больше, чем взрослые, но это действительно смешно с такой озвучкой.[1]
- Кевин Карр из 7М Pictures оценил фильм на 3,5 из 5 и заявил, что мультфильм может быть изобразительным искусством, но был бы приятным для нужной аудитории.[2]
- Критик Майк Лонг от Jackass Critics, реагируя на мультфильм в качестве возможной последней части мультсериала Ким Пять-с-плюсом, отметил, что это «место развязки, так как она включает в себя всё, что сделало шоу выделяющимся на канале Disney»[3].